# Гиббон (город, Миннесота)
Гиббон (англ. Gibbon) — город в округе Сибли, штат Миннесота, США. На площади 2,3 км² (2,3 км² — суша, водоёмов нет), согласно переписи 2002 года, проживают 808 человек. Плотность населения составляет 351,3 чел./км².
- Телефонный код города — 507
- Почтовый индекс — 55335
- FIPS-код города — 27-23678[1]
- GNIS-идентификатор — 0644116[2]